# Lorentz Kristoffer Stobée
Lorentz Kristoffer Stobée före adlandet Stobæus, född 19 juni 1676 g.s. i Lund, död 31 maj 1756 n.s. på sin egendom Ågården, Råda socken vid Lidköping, var en svensk generalmajor, fortifikationsdirektör, landshövding, överkommendant i Göteborg, målare och tecknare. 
Efter att ha blivit student och avlagt lantmätarexamen i Lund 1696 blev Stobée lantmätare vid en av de skånska indelningskommissionerna. Han upptäcktes snart av fortifikationsdirektören Carl Magnus Stuart, som den 24 mars 1699 utnämnde honom till löjtnant vid fortifikationen. Han medföljde Stuart på en inspektionsresa till befästningarna i Finland, Livland och Ingermanland under resan knöts han till fästningsbygget i Vaxholm 1700–1701. Han befordrades 1702 han till kapten med placering på Viborgs fästing och fick då i uppdrag av Erik Dahlbergh att iordningställa försvarsverken vid Kexholm och Viborg. Stobée blev generalkvartermästarelöjtnant 1706 och adlades 1707. Han blev överste vid fortifikationen 1723, vice direktör 1737 och ordinarie direktör samt generalmajor 1739. År 1741 blev han såsom generalmajor och landshövding förordnad till gränskommissarie med uppdrag att låta markera gränsen mellan Sverige och Norge.
Vid försvaret av Viborg under det stora nordiska kriget utmärkte sig Stobée för sitt mod, men tillfångatogs av ryssarna 1710 efter en 13 veckor lång belägring. Peter I av Ryssland erbjöd Stobée generalmajors grad i rysk tjänst, då han imponerat med sin skicklighet att rita förslag till parker och trädgårdsanläggningar vid de kejserliga lustslotten. Stobée avböjde och fördes då till fängelset i Archangelsk, där han bland annat vaktades av en tam björn, uppväxt på öl och brännvin. Efter en oerhört dramatisk flykt återvände Stobée 1716 till Sverige, och gjorde tjänst vid fortifikationen i Skåne och Värmland där han av Karl XII beordrades att ta hand om fästningsarbetena i Svinesund.
När Karl XII gick emot Norge 1718 var Stobée med som fortifikationsofficer och 1720 utnämnd till överste och generalkvartermästare vid fortifikationen i Stockholm. Under sin tid i Stockholm engagerade han sig livligt i det politiska livet, som anhängare till det holsteinska partiet bekämpades han av kungens närstående kretsar genom grava falska anklagelser stödda av mutade vittnen. Han lyckades rentvå sig och i stället avrättades huvudvittnet. Han erhöll förflyttning till Malmö 1724 och från 1737 var han tillförordnad chef för fortifikationsdirektionen i Stockholm. Han utnämndes 1739 till generalmajor och direktör för fortifikationen. 
Stobée var överkommendant i Göteborg och landshövding i Göteborgs och Bohus län 1741–1749 där han efterträdde Bengt Ribbing. Han räknades som en synnerligen skicklig fortifikationsofficer och gjorde stora insatser för att höja utbildningsnivån inom fortifikationen. Han valdes in som ledamot av Vetenskapsakademien 1739. Stobée var mycket kulturellt intresserad inom konst och litteratur bland annat efterlämnade han en betydande boksamling. Som konstnär arbetade han med målning och teckning bland annat utförde han signerade väggmålningarna Temperantia och Parsimonia på sitt Ågårdens säteri. Med utgångspunkt från dessa målningar kan man tillskriva honom en osignerad målning som framställer en köksinteriör vid Göteborgs historiska museum. Ett litet miniatyrporträtt av Stobée framför en av fästningsmur i ett antytt landskap anses vara ett självporträtt. Stobée är representerad med teckningar vid bland annat Uppsala universitetsbibliotek och Krigsarkivet. 
Det finns två gator uppkallade efter honom: Stobéegatan i stadsdelen Kålltorp i Göteborg, och Stobéegatan i Lidköping.

## Familj
Stobée var son till professorn och universitetsbibliotekarien, professor Andreas Stobæus och Ursula Maria Wode. Hans farfar var kyrkoherden i Stoby församling i Lunds stift, Johannes Laurentii Hedenstadensis. Gift 1:o 1706 med Kristina Åkerhielm (1691-1716), de fick en son och två döttrar, 2:o 1717 med Anna Katarina Franc (1671-1729) och 3:o 1732 med Katarina Margareta (Emstech) Loos (född 1715). Lorentz Kristoffer Stobées begravdes i Råda kyrka i Västergötland.